# Doddaveeragondanahalli, Madhugiri
Doddaveeragondanahalli là một làng thuộc tehsil Madhugiri, huyện Tumkur, bang Karnataka, Ấn Độ.